# Iresioides perrieri
Iresioides perrieri là một loài bọ cánh cứng trong họ Cerambycidae.